# Primera Federación 2021/22
Die Saison 2021/22 war die erste Ausgabe der neuen dritthöchsten Spielklasse im spanischen Fußballligasystem Primera División RFEF. Sie trat die Nachfolge der alten Segunda División B an, die in Segunda División RFEF umbenannt und auf die vierte Ebene der Pyramide herabgestuft wurde. Zur Saison 2022/23 wurde die Liga in Primera Federación umbenannt. Es nahmen 40 Mannschaften teil, die je nach geografischer Nähe in zwei Gruppen zu je zwanzig Vereinen aufgeteilt wurden. In jeder Gruppe stiegen die Meister automatisch in die Segunda División auf und die Zweit- bis Fünftplatzierten spielten Aufstiegs-Play-offs und die letzten fünf stiegen in die Segunda División RFEF ab.
Die Saison begann am 27. August 2021 mit dem Spiel zwischen Cultural Deportiva Leonesa und Rayo Majadahonda und endete am 29. Mai 2022.

## Übersicht vor der Saison
Insgesamt traten 40 Teams der Liga bei, darunter vier Absteiger aus der Segunda División 2020/21 und 36 qualifizierte Teams aus der Segunda División B 2020/21.
Absteiger aus der Segunda División:
- Albacete Balompié
- CD Castellón
- UD Logroñés
- CE Sabadell

Qualifizierte Teams aus der Segunda División B:
- CD Alcoyano
- Algeciras CF
- FC Andorra
- Athletic Bilbao B
- Atlético Baleares
- Atlético Sanluqueño
- CD Badajoz
- FC Barcelona B
- Betis Deportivo
- Club Deportivo Calahorra
- Celta Vigo B
- UE Cornellà
- UE Costa Brava
- Cultural Leonesa
- Deportivo La Coruña
- Extremadura UD
- Gimnàstic de Tarragona
- Internacional de Madrid
- Linares Deportivo
- Real Balompédica Linense
- Racing de Ferrol
- Racing Santander
- CF Rayo Majadahonda
- Real Madrid Castilla
- Real Unión Irún
- San Fernando CD
- UD San Sebastián de los Reyes
- SD Logroñés
- FC Sevilla Atlético
- CF Talavera de la Reina
- CD Tudelano
- UCAM Murcia CF
- Unionistas de Salamanca CF
- Real Valladolid Promesas
- Villarreal CF B
- Zamora CF

## Abschluss-Tabellen

### Gruppe 1 (Nordwest)
| Pl. | Verein                        | Sp. | S  | U  | N  | Tore    | Diff. | Punkte | Anm.                                                                                 |
| --- | ----------------------------- | --- | -- | -- | -- | ------- | ----- | ------ | ------------------------------------------------------------------------------------ |
| 1.  | Racing Santander              | 38  | 25 | 7  | 6  | 061:310 | +30   | 82     | Aufstieg in die Segunda División und Qualifikation für die Teilnahme am Copa del Rey |
| 2.  | Deportivo La Coruña           | 38  | 22 | 8  | 8  | 059:290 | +30   | 74     | Qualifikation für die Aufstiegs-Playoffs und die Teilnahme am Copa del Rey           |
| 3.  | Racing de Ferrol              | 37  | 20 | 9  | 8  | 047:260 | +21   | 69     | Qualifikation für die Aufstiegs-Playoffs und die Teilnahme am Copa del Rey           |
| 4.  | Rayo Majadahonda              | 38  | 19 | 5  | 14 | 050:470 | +3    | 62     | Qualifikation für die Aufstiegs-Playoffs und die Teilnahme am Copa del Rey           |
| 5.  | UD Logrones                   | 38  | 18 | 8  | 12 | 041:370 | +4    | 62     | Qualifikation für die Aufstiegs-Playoffs und die Teilnahme am Copa del Rey           |
| 6.  | Celta Vigo B                  | 38  | 17 | 10 | 11 | 060:460 | +14   | 61     |                                                                                      |
| 7.  | Unionistas Salamanca          | 38  | 16 | 13 | 9  | 055:370 | +18   | 61     |                                                                                      |
| 8.  | Real Unión Irún               | 38  | 18 | 6  | 14 | 051:450 | +6    | 60     |                                                                                      |
| 9.  | CD Badajoz                    | 38  | 14 | 14 | 10 | 040:300 | +10   | 56     |                                                                                      |
| 10. | UD San Sebastian de los Reyes | 38  | 15 | 8  | 15 | 040:410 | −1    | 53     |                                                                                      |
| 11. | CD Calahorra                  | 38  | 14 | 10 | 14 | 048:430 | +5    | 52     |                                                                                      |
| 12. | Cultural Leonesa              | 38  | 12 | 13 | 13 | 061:550 | +6    | 49     |                                                                                      |
| 13. | SD Logroñés                   | 38  | 12 | 12 | 14 | 043:430 | ±0    | 48     |                                                                                      |
| 14. | Internacional de Madrid       | 38  | 11 | 13 | 14 | 046:510 | −5    | 46     |                                                                                      |
| 15. | Athletic Bilbao B             | 37  | 10 | 12 | 15 | 046:510 | −5    | 42     |                                                                                      |
| 16. | CF Talavera                   | 38  | 11 | 9  | 18 | 039:540 | −15   | 42     | Abstieg Segunda Federación                                                           |
| 17. | Zamora CF                     | 38  | 9  | 10 | 19 | 030:480 | −18   | 37     | Abstieg Segunda Federación                                                           |
| 18. | Real Valladolid B             | 37  | 8  | 9  | 20 | 040:640 | −24   | 33     | Abstieg Segunda Federación                                                           |
| 19. | CD Tudelano                   | 38  | 7  | 7  | 24 | 033:540 | −21   | 28     | Abstieg Segunda Federación                                                           |
| 20. | Extremadura UD                | 34  | 5  | 5  | 24 | 022:710 | −49   | 20     | Abstieg Segunda Federación                                                           |

### Gruppe 2 (Südost)
| Pl. | Verein                   | Sp. | S  | U  | N  | Tore    | Diff. | Punkte | Anm.                                                                                                   |
| --- | ------------------------ | --- | -- | -- | -- | ------- | ----- | ------ | --- |
| 1.  | FC Andorra               | 38  | 21 | 8  | 9  | 061:380 | +23   | 71     | Aufstieg in die Segunda División und Qualifikation für die Teilnahme am Copa del Rey                   |
| 2.  | FC Villarreal B          | 38  | 20 | 7  | 11 | 065:360 | +29   | 67     | Qualifikation für die Aufstiegs-Playoffs (als Reserve-Team nicht teilnahmeberechtigt für Copa del Rey) |
| 3.  | Albacete Balompié        | 38  | 19 | 10 | 9  | 052:340 | +18   | 67     | Qualifikation für die Aufstiegs-Playoffs und die Teilnahme am Copa del Rey                             |
| 4.  | Gimnàstic de Tarragona   | 38  | 16 | 13 | 9  | 041:300 | +11   | 61     | Qualifikation für die Aufstiegs-Playoffs und die Teilnahme am Copa del Rey                             |
| 5.  | Linares Deportivo        | 38  | 17 | 9  | 12 | 059:470 | +12   | 60     | Qualifikation für die Aufstiegs-Playoffs und die Teilnahme am Copa del Rey                             |
| 6.  | Atlético Baleares        | 38  | 15 | 14 | 9  | 052:350 | +17   | 59     | Qualifikation für die Teilnahme am Copa del Rey als Ersatz für Zweitplatzierten FC Villarreal B        |
| 7.  | Algeciras CF             | 38  | 16 | 11 | 11 | 050:390 | +11   | 59     | |
| 8.  | CE Sabadell              | 38  | 16 | 10 | 12 | 044:330 | +11   | 58     | |
| 9.  | FC Barcelona B           | 38  | 16 | 9  | 13 | 059:510 | +8    | 57     | |
| 10. | Real Madrid Castilla     | 38  | 16 | 8  | 14 | 066:470 | +19   | 56     | |
| 11. | CD Alcoyano              | 38  | 13 | 13 | 12 | 041:400 | +1    | 52     | |
| 12. | RB Linense               | 38  | 13 | 11 | 14 | 035:440 | −9    | 50     | |
| 13. | CD Castellón             | 38  | 14 | 8  | 16 | 037:500 | −13   | 50     | |
| 14. | CD San Fernando          | 38  | 13 | 9  | 16 | 049:580 | −9    | 48     | |
| 15. | UE Cornellà              | 38  | 14 | 6  | 18 | 039:480 | −9    | 48     | |
| 16. | Atletico Sanluqueno CF   | 38  | 12 | 10 | 16 | 039:560 | −17   | 46     | Abstieg Segunda Federación                                                                             |
| 17. | Sevilla Atlético         | 38  | 13 | 7  | 18 | 036:550 | −19   | 46     | Abstieg Segunda Federación                                                                             |
| 18. | UCAM Murcia              | 38  | 8  | 11 | 19 | 042:560 | −14   | 35     | Abstieg Segunda Federación                                                                             |
| 19. | UE Costa Brava           | 38  | 6  | 15 | 17 | 026:510 | −25   | 33     | Abstieg Segunda Federación                                                                             |
| 20. | Betis Deportivo Balompie | 38  | 6  | 3  | 29 | 023:680 | −45   | 21     | Abstieg Segunda Federación                                                                             |

## Finale
In einem neutralen Einzelspiel-Finale wurde der Meister der Primera División RFEF-Saison 2021/22 zwischen den beiden Gruppensiegern Racing Santander und FC Andorra ermittelt. Das Spiel fand am 3. Juni 2022  in Ferrol im Estadio Municipal de A Malata statt und Sieger war Racing Santander mit einem 3:0

## Aufstiegs-Play-offs
Die Teams auf den Plätzen zwei bis fünf in jeder der beiden Gruppen qualifizierten sich für die Aufstiegs-Play-offs, in denen die letzten beiden Aufstiegsplätze ermittelt wurden.
Die acht qualifizierten Teams wurden in zwei feste Gruppen mit jeweils vier Teams gelost. Die Spiele wurden jeweils an einem neutraler Spielort gespielt. Bei Unentschieden wurde Verlängerung gespielt. Wenn am Ende der Verlängerung immer noch kein Sieger ermittelt werden konnte, wurde das Team zum Sieger erklärt, das in der regulären Saison ein besseres Ergebnis erzielte.
Als Aufsteiger in die Segunda División qualifizierten sich Albacete Balompie und Villarreal B.

### Play-off-Spiele
|  | Halbfinale (4. Juni) | Halbfinale (4. Juni) | Halbfinale (4. Juni) |  |  | Finale (11. Juni) | Finale (11. Juni)         | Finale (11. Juni) |
|  |                      |                      |                      |  |  |                   |                           |                   |
|  |                      |                      |                      |  |  |                   |                           |                   |
|  | 1                    | Deportivo La Coruña  | 4                    |  |  |                   |                           |                   |
|  | 2                    | Linares Deportivo    | 0                    |  |  |                   |                           |                   |
|  |                      |                      |                      |  |  |                   | Deportivo La Coruña       | 1                 |
|  |                      |                      |                      |  |  |                   | Albacete Balompie (n. V.) | 2                 |
|  | 3                    | Albacete Balompie    | 2                    |  |  |                   |                           |                   |
|  | 4                    | Rayo Majadahonda     | 1                    |  |  |                   |                           |                   |
|  |                      |                      |                      |  |  |                   |                           |                   |

|  | Halbfinale (5. Juni) | Halbfinale (5. Juni)   | Halbfinale (5. Juni) |  |  | Finale (11. Juni) | Finale (11. Juni)      | Finale (11. Juni) |
|  |                      |                        |                      |  |  |                   |                        |                   |
|  |                      |                        |                      |  |  |                   |                        |                   |
|  | 5                    | FC Villarreal B        | 3                    |  |  |                   |                        |                   |
|  | 6                    | UD Logroñés            | 1                    |  |  |                   |                        |                   |
|  |                      |                        |                      |  |  |                   | FC Villarreal B        | 2                 |
|  |                      |                        |                      |  |  |                   | Gimnàstic de Tarragona | 0                 |
|  | 7                    | Racing de Ferrol       | 0                    |  |  |                   |                        |                   |
|  | 8                    | Gimnàstic de Tarragona | 1                    |  |  |                   |                        |                   |
|  |                      |                        |                      |  |  |                   |                        |                   |

## Qualifikation zur Copa del Rey
Die folgenden Vereine haben sich für die Copa del Rey 2022/23 qualifiziert. Der zweitplatzierte der Gruppe 2 CF Villarreal B war als Reserve-Team nicht für den Copa del Rey teilnahmeberechtigt, stattdessen durfte der sechstplatzierte Atlético Baleares teilnehmen.
| Platz | Team                |
| ----- | ------------------- |
| 1.    | Racing Santander    |
| 2.    | Deportivo La Coruña |
| 3,    | Racing de Ferrol    |
| 4.    | Rayo Majadahonda    |
| 5.    | UD Logroñés         |

| Platz | Team              |
| ----- | ----------------- |
| 1.    | FC Andorra        |
| 3.    | Albacete          |
| 4.    | Gimnàstic         |
| 5.    | Linares           |
| 6.    | Atlético Baleares |